# Glypta picta
Glypta picta är en stekelart som beskrevs av Kuslitzky 2007. Glypta picta ingår i släktet Glypta och familjen brokparasitsteklar. Inga underarter finns listade i Catalogue of Life.